# 暁の列車
『暁の列車』は、2010年10月10日に発売されたあえか5作目のシングル（自主制作シングルを除けば4作目）。

## 解説
- 現在[いつ?]発売されているあえかのCDの中でもっとも新しいシングル。

## 収録曲
1. 暁の列車
  - 作詞・作曲:あえか
2. 笑って泣いて跳んで
  - 作詞・作曲:あえか
3. 光る河
  - 作詞・作曲:あえか